# Fabian Knecht
Fabian Knecht (* 1. März 1980 in Magdeburg) ist ein deutscher Künstler. Er lebt und arbeitet in Berlin.

## Leben und Werk

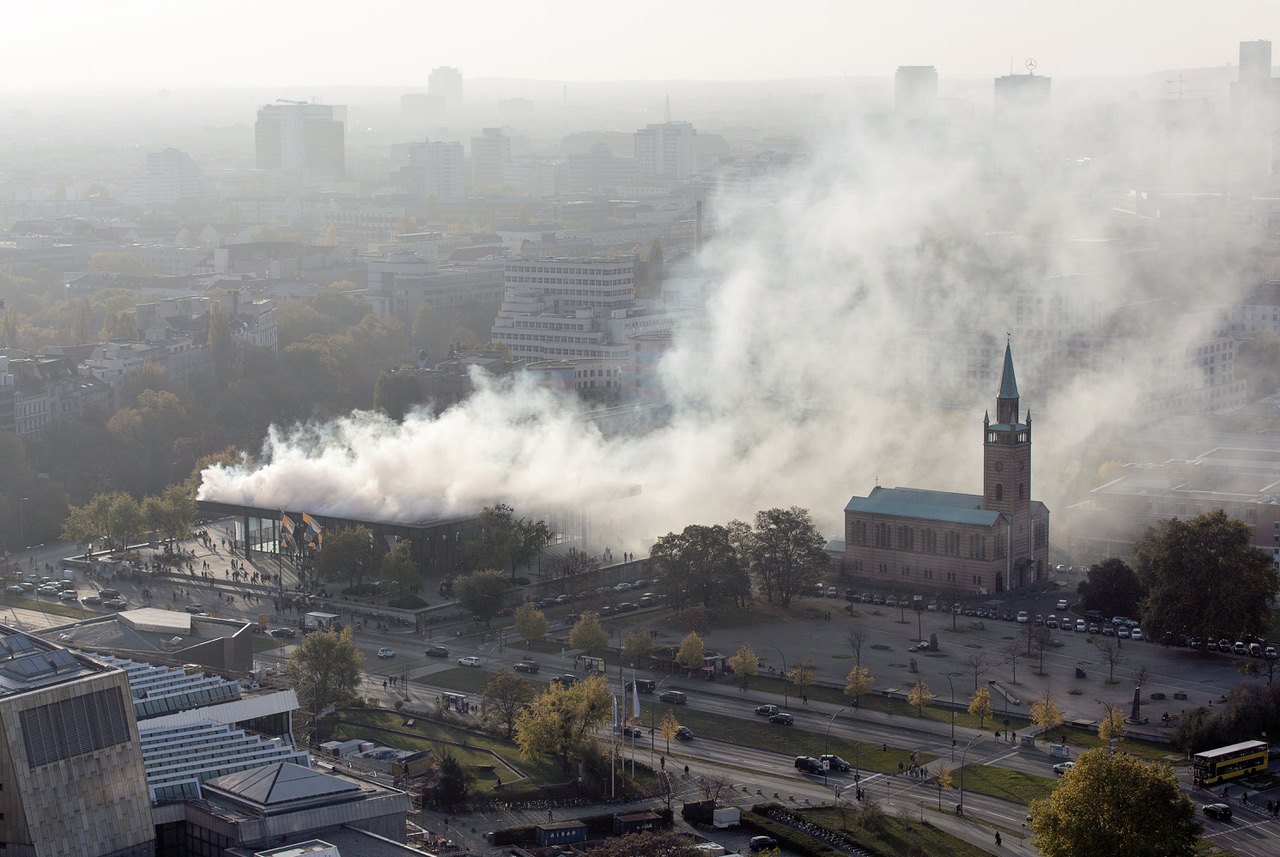
Freisetzung, Neue Nationalgalerie, Fabian Knecht, 2014

Knecht studierte Bildende Kunst an der Universität der Künste Berlin (UdK) und am California Institute of the Arts. Er graduierte 2014 bei Olafur Eliasson am Institut für Raumexperimente als Meisterschüler. Knecht ist bekannt für seine performativen Kunstwerke im öffentlichen Raum. Seine Arbeiten wurden im MSU – Museum for Contemporary Art in Zagreb, auf der Moscow International Biennale for Young Art, in der Neuen Nationalgalerie, im Hamburger Bahnhof (Berlin), im Imperial War Museum in London und in der Staatlichen Kunsthalle Baden-Baden gezeigt. Er wird vertreten von der Galerie alexander levy (Berlin) und der Galerie Christophe Gaillard (Paris). 2019 erhielt Knecht den Werkstattpreis der Kunststiftung Erich Hauser.